# Preto Jóia
Amauri Bonifácio de Paula, mais conhecido como Preto Joia (Rio de Janeiro, 30 de outubro de 1957) é um compositor e intérprete de samba-enredo brasileiro. Também destaca-se em jingles políticos para candidatos de diversas areas e localidades.

## Carreira

### No carnaval
Começou na ala de compositores da Imperatriz. tendo sua primeira chance como intérprete em 1985. nesse ano, por falta de energia no Sambódromo, o desfile atrasou seis horas. A performance da escola foi prejudicada, já que deveria entrar à meia-noite da segunda-feira de carnaval, no entanto, começou a apresentação pela manhã. Em 1989, deu a volta por cima com a escolha do samba Liberdade, Liberdade, Abra as Asas Sobre Nós, feito em parceria com Vicentinho, Jurandir e Niltinho Tristeza, sendo poucas as vezes que teve que levar o samba na quadra. Após a saída de Dominguinhos do Estácio, foi alçado à condição de intérprete, por onde ficou por dez anos.
Em 2000, foi para São Paulo, para defender a Tucuruvi. em 2002, retornou ao carnaval carioca, como intérprete da Porto da Pedra, por onde ficou em três anos. em 2005, defendeu a Tradição. em 2007 e 2008, retornou como intérprete da Imperatriz. em 2009, acertou com a Praiana, mais caindo pouco dias antes do desfile. tendo o mesmo acontecido no ano anterior, com a Inocentes de Belford Roxo. em 2010 foi ser intérprete da Maracatu da Favela, por onde ficou até 2011. sendo que neste ano, teve uma passagem pela Tatuapé. 
Após um bom tempo afastado foi anunciado como um dos cantores oficiais da Mangueira, entretanto tal noticia se tratava apenas de um boato. mas não ficou de fora do carnaval, pois foi apoio de Wander Pires, na Imperatriz. com a ida de Nêgo para Imperatriz, aonde esteve cotado a retornar e ser efetivado como cantor, Preto Jóia assumirá o comando do carro de som da Cubango e depois de quatro anos ausente, retornou para Imperatriz, onde divide o carro de som com Arthur Franco e nos preparativos para o carnaval 2022, deixou o microfone oficial da  Imperatriz Leopoldinense.

### Fora do carnaval
Preto Joia vem atuando muito nos jingles políticos, tendo feito três vezes para  Sérgio Cabral, nos anos de  1998,  2006 e  2010 e Eduardo Paes, na sua primeira campanha, em  2008 e agora em  2012 e para demais candidatos. além de que participou do extinto grupo Puxadores do Samba e de ter feito um CD solo. e possui um projeto social, voltado para crianças e adolescentes.

## Discografia
- 2006 - Cor da minha raça[1]

## Títulos e estatísticas
|                  | Campeão        | Vice      | Terceiro       |
| ---------------- | -------------- | --------- | -------------- |
| Primeira Divisão | 1994 1995 1999 | 1993 1996 | 1991 1992 1998 |
| Segunda Divisão  | 2020           | —         | —              |

## Premiações
- Estandarte de Ouro

1. 1989 - Melhor samba-enredo (Imperatriz - "Liberdade, Liberdade, Abra as Asas Sobre Nós") [16]

1. 1993 - Melhor intérprete (Imperatriz) [17]

- Gato de Prata

1. Homenagem Especial[18]

- Troféu Manchete - Papa-Tudo

1. 1996 - Melhor intérprete (Imperatriz) [19]